# 閻泰和
閻泰和（1739年—1813年），字魯瞻、號竹軒，山西省汾州府平遙縣人，清朝政治人物、同進士出身。
乾隆二十年（1755年），補博士弟子員。乾隆二十五年，鄉試，中孝廉；乾隆三十七年（1772年），登進士，授禮部精膳司主事。后任祠祭司員外郎、儀制司郎中；掌京畿道御史、掌河南道御史、掌浙江道御史、內閣侍讀學士、太常寺少卿、通政司副使。乾隆六十年，任太僕寺卿。嘉慶四年，再任太僕寺卿、順天府府尹。嘉慶十六年，任太僕寺卿。有子閻庭桂、閻庭椿。